# Universitätskasten
Der Universitätskasten bezeichnet in der Frühen Neuzeit einen Vorratsspeicher für Getreide  für die Universität. Es bezeichnet einen Teil der universitären Vermögensverwaltung.
Die Universitätskastenverwalter- oder knechte, die für die Vorratshaltung verantwortlich gewesen waren, gehörten zumeist nicht
akademischen Berufen an, sondern dem Handwerkerstand und waren dementsprechend in der Regel Bäckermeister, die folglich dem Nahrungsmittelgewerbe zuzurechnen sind und zugleich über kaufmännische Kenntnisse verfügten. Hier wurden diesbezügliche An- und Verkäufe getätigt. Diese Einrichtung gab es den Quellen zufolge vorrangig in Süddeutschland bis in das beginnende 19. Jahrhundert. Nachweisbar ist diese Einrichtung u. a. in München-Landshut, Ingolstadt oder Tübingen bzw. den zu Aichach. In Ingolstadt gibt es, wie in anderen Städten auch, außerdem den Herzogskasten, der aber nichts mit dem Ingolstädter Universitätskasten zu tun hat und auch nicht immer nur zur Vorratsspeicherung gedient hatte.